# Egerton-Meister

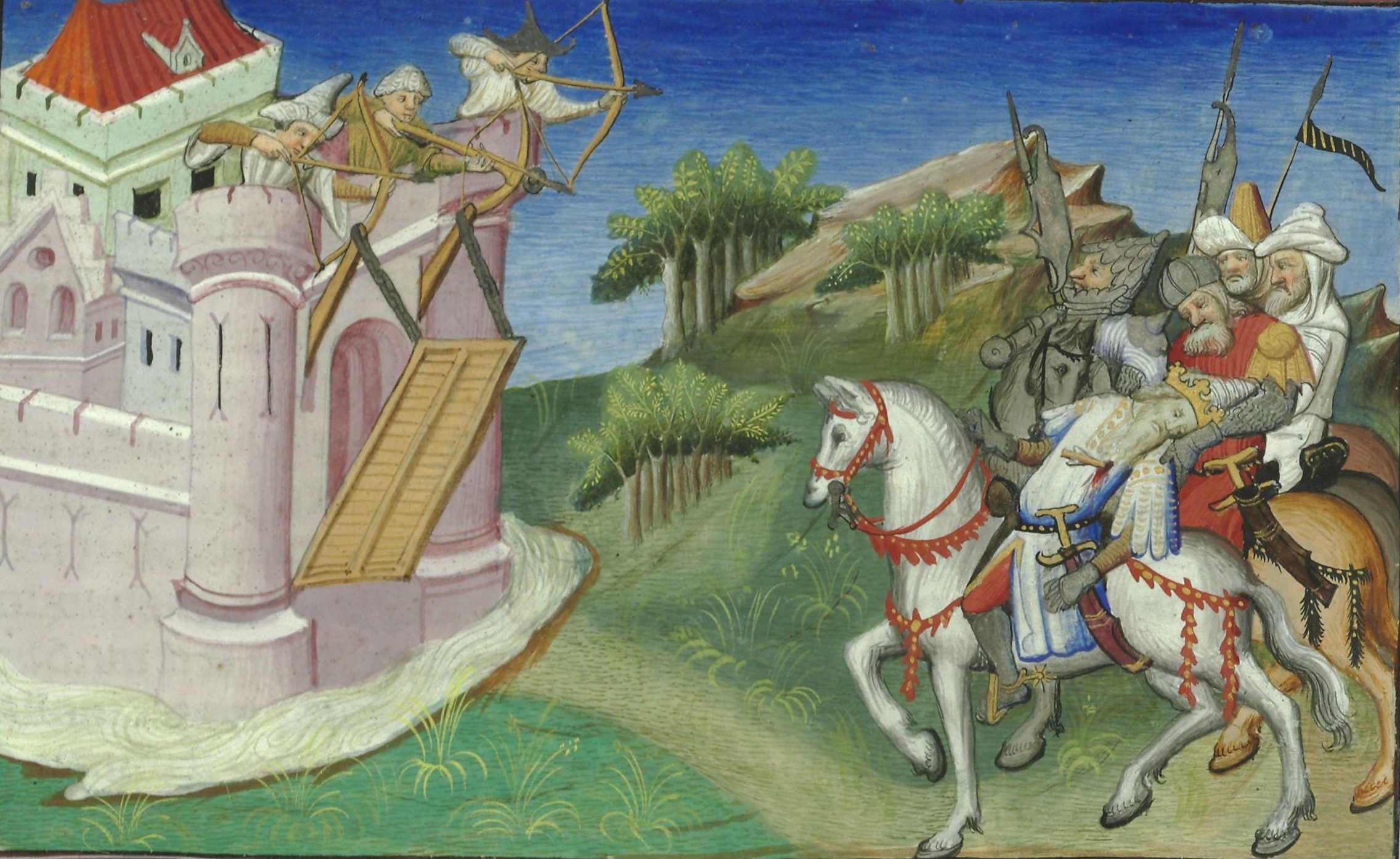
Egerton-Meister: Der Tod des Dschingis Khan. Aus dem Manuskript zu den Reisen von Marco Polo, Paris, um 1400

Als Egerton-Meister (engl. Egerton Master) wird ein mittelalterlicher Buchmaler bezeichnet, der eventuell aus Flandern stammte und dann um 1400 zuerst in Paris in Frankreich tätig war. Der namentlich nicht bekannte Künstler erhält seinen Notnamen nach dem von ihm um 1410 ausgemalten Stundenbuch, das sich heute in der British Library unter der Signatur Egerton 1070 befindet. Es stammt aus der von dem englischen Adeligen Francis Egerton, 8. Earl of Bridgewater begonnenen Sammlung von Manuskripten, die dieser 1829 dieser Bibliothek vermachte.
Eventuell war das Stundenbuch des Egerton-Meisters einmal im Besitz von René d’Anjou, unter anderen Herzog von Anjou, Herzog von Lothringen und Titularkönig von Jerusalem. Dieser hat dem Werk vier Miniaturen hinzugefügt, wahrscheinlich ein Werk von Barthélemy d’Eyck, der ab 1447 als Maler und Kämmerer im Dienst von René d´Anjou stand. Es findet sich die Darstellung des Wappens des Herzogs auf Bildern sowie das Bild einer Stadtansicht von Jerusalem.
Es lässt sich durch Stilvergleich nachweisen, dass der Egerton-Meister in seinen Werken mit vielen bekannten zeitgenössischen anderen Buchmalern und deren Werkstätten kooperierte, darunter mit dem Bedford-Meister, dem Boucicaut-Meister, und mit dem Meister der Brüsseler Initialen. Mit diesen hat der Egerton-Meister selbst beispielsweise eine Reihe von Bildern zu der im Mittelalter entstandenen Handschrift über die Reise des Marco Polo durch Asien im Jahr 1270 beigetragen, dieses befindet sich heute in der Nationalbibliothek in Paris. Auch soll er beispielsweise Teile einer Ausgabe des Handbuchs der Jagd von Gaston Phoebus (fr. Livre de la chasse) illustriert haben.
Die Arbeit des Egerton-Meisters war anscheinend durch die Arbeiten der Gebrüder von Limburg beeinflusst, Zeitgenossen des Meisters, die das Stundenbuch Très Riches Heures des Herzogs von Berry ausmalten und deren Malstil heute als ein Maßstab französischer Buchmalerei gilt. Alle dem Egerton-Meister zugeschriebenen Arbeiten lassen wie deren Werk eine qualitativ hochstehende und sorgfältige Ausführung erkennen.
Neben dem Stundenbuch aus der Egerton-Sammlung und neben den genannten Reise- und Jagdmanuskripten wird dem Egerton-Meister die Ausmalung einiger weiterer Stundenbücher und eines Geschichtswerkes zugeschrieben. Der Werkkatalog des Meisters lässt die Vielfalt der Themen erkennen, mit deren Illustration er wohl beauftragt war. Es sind sowohl weltliche wie religiöse Motive, die er malte. Dabei hat der Meister einige Neuerungen in deren Darstellung entwickelt, wie beispielsweise in der Darstellung von Engeln und Blattwerk in Randleisten. Einige dieser für den Meister typischen Stilelemente wurden von den Mitarbeitern seiner Werkstatt und auch seinen Pariser Zeitgenossen wie dem Meister des Parement von Narbonne oder dem Mazarin-Meister nachgeahmt, wenn auch bei letzteren mit stilistischen Unterschieden und Eigenheiten.
Die Werkstatt des Egerton-Meisters muss sehr bekannt gewesen sein, 1409 soll auch die schon damals bekannte mittelalterliche französische Schriftstellerin Christine de Pizan bei ihm wegen der Ausmalung eines ihrer Werke angefragt und diese dann in Auftrag gegeben haben.